# Роланд Костульскі
Роланд Костульскі (нім. Roland Kostulski, 13 червня 1953) — німецький академічний веслувальник.
Олімпійський чемпіон 1976 року в складі вісімки.
Чемпіон світу 1975 року в складі вісімки.